# 芝麻油

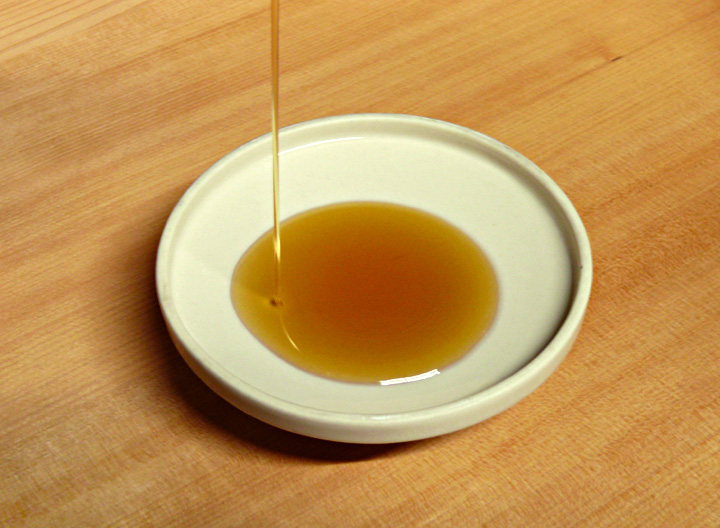
麻油

芝麻油（或稱麻油、香油）是以芝麻為原料提煉製作的食用油。高溫製程之純芝麻油氣味濃香，常呈淡紅色或紅中帶黃。根據加工製作工藝的不同，分為小磨香油、機製香油和大槽香油三類 。

## 概要
由於基本原料芝麻的成本較高，部分生產商會和其他成本較低的食用植物油，如大豆油按比例混合調配。調配比例沒有規定，不過商品命名則受到商品及消費者法規的管制，如標籤是芝麻油，其純芝麻油的含量一般不能低於50%，如芝麻油的比例太低，則只能標示調和芝麻油，如宣稱是純正芝麻油則不能混合其他原料的食用油。上乘的100%純芝麻油，未混入其它食用油，所以價格通常較高。作為重要的食品調味料之一，常作為湯味或涼菜調味料，或直接淋撒在成品菜餚上以增加香味，是中國菜、日本菜及韓國菜常見的調味料之一。

## 分類
根据香味特点分为香油和普通芝麻油两类：

### 香油
具有浓郁或显著的芝麻油香味，其中又可分为小磨香油和机製香油两种：
- 小磨香油，或稱小磨麻油、香麻油，以优质芝麻为原料，采用水代法（即经筛选、漂洗、炒子、研磨、加水、撇油等程序）生产的作为调味品的小磨香油，氣味濃郁，市售品多混有大豆油等其他植物油[3]。
- 機製香油用榨油機壓榨製取，多用於工廠化生產，市售品多混有大豆油等其他植物油。

### 普通芝麻油
大槽麻油亦即普通芝麻油，即以芝麻為原料，用一般壓榨法、浸出法或其他方法製取的芝麻油的統稱。由於加工方法不同，普通芝麻油的香味清淡，不如小磨香油、機製香油濃郁，常作烹調油，也可作為調味油和製造糕點、糖果、食品的主要輔料，市售品多混有大豆油等其他植物油。